# Pétervására
Pétervására je město v Maďarsku v župě Heves. Je centrem okresu Pétervására.
Rozkládá se na ploše 33,87 km² a v roce 2024 zde žilo 2 076 obyvatel.